# 14. granátnická divize SS (1. ukrajinská)
14. granátnická divize SS (1. haličská) (německy 14. Waffen Grenadier Division der SS (galizische Nr.1), před rokem 1944 nazývaná 14. dobrovolnická divize „Halič“ (německy 14. SS-Freiwilligen Division "Galizien") byl německý útvar původně rekrutovaný z haličských dobrovolníků ukrajinského původu, a dobrovolníci a důstojníci z Holandska. Zformován v roce 1943, zničen ve Lvovsko-sandoměřské operaci, znovu postaven bojoval na Slovensku, v Jugoslávii a v Rakousku před tím, než byl přejmenován na první divizi Ukrajinské národní armády a vzdal se západním spojencům 10. května 1945. Haličská divize SS má na svědomí mnoho spáchaných válečných zločinů. Na Ukrajině nejsou pochody na její počest zakázány a jednou ročně se koná vzpomínková akce.

## Pozadí událostí
S rozpadem Rakousko-Uherska po první světové válce bylo území východní Haliče obývané ukrajinskou většinou, ale s významnou polskou menšinou připojeno po polsko-sovětské válce k Polsku. Mezi válkami byly politické sympatie Ukrajinců rozděleny mezi umírněné národní demokraty a radikálnější OUN. Sama OUN se rozdělila na dvě frakce, OUN-M vedenou Andrijem Melnykem s těsnými vazbami na německou vojenskou rozvědku (Abwehr), a mnohem radikálnější křídlo OUN-B vedené Stepanem Banderou. Po rozdělení Polska v důsledku paktu Ribbentrop–Molotov v roce 1939 bylo území východní Haliče anektováno Sovětským svazem a jako Západní Ukrajina připojeno k Ukrajinské sovětské republice. V roce 1941 bylo při operaci Barbarossa okupováno Německem.
Ukrajinští vůdci bez ohledu na politickou orientaci si uvědomovali potřebu vycvičené armády. I Němci nejprve zvažovali zformování ozbrojených sil z etnických Slovanů, ale později myšlenku opustili jako nepřijatelnou, neboť považovali Slovany v duchu nacistické rasistické ideologie ve srovnání s "nadřazenou germánskou rasou" za podlidi (Untermenschen). Rostoucí německé ztráty přivedly nacistické vůdce na počátku roku 1943 ke změně dřívějších záměrů ohledně slovanské populace.

## Formování divize

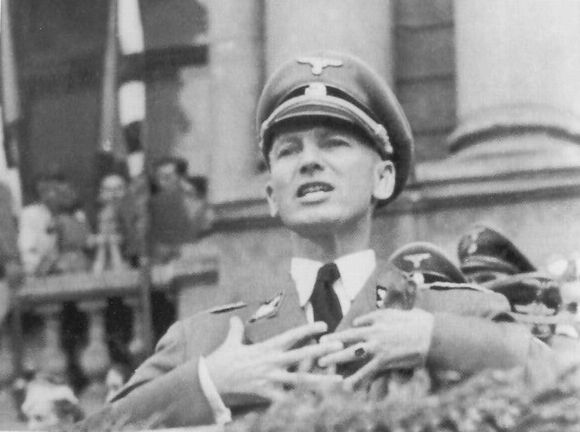
Otto Wächter promlouvá 18. července 1943 ve Lvově k dobrovolníkům

S myšlenkou sestavit vojenský útvar z haličských dobrovolníků přišel guvernér haličského distriktu Dr. Otto von Wächter, který navrhl vytvořit divizi zbraní SS určenou k nasazení na východní frontě. Zřízení 14, granátnické divize bylo slavnostně vyhlášeno na různých místech v Haliči v dubnu 1943. Podle zhruba padesátky dokumentů zahrnující novinové výstřižky, záznamy rozhlasových promluv atd. se tak stalo 28. dubna. První fáze náboru dobrovolníků byla zahájena v červnu 1943. Zpočátku byly Wachterovy návrhy (jakkoli podporované ukrajinskými kruhy) odmítány. V Berlíně však Wächter získal podporu Himmlera, který požadoval, aby divize byla postavena z haličanů, jež považoval za více árijské. Pojmy ukrajinský, Ukrajina se neměly ve zmínkách objevit, ke zdůraznění odkazu rakousko-uherského císařství měl být používán termín „Galizien“. David Marples se domnívá, že divize byla nazvána „Halič“ k zajištění ryze německého vlivu, aby se předešlo užití pojmu „ukrajinský“, který by mohl vzbuzovat nežádoucí očekávání. Wächter se sblížil s Ukrajinským ústředním výborem (Український центральний комітет), apolitickou organizací, poskytující sociální péči, kterou vedl Volodymyr Kubijovyč. Výbor myšlenku zformování divize podpořil. Ukrajinská řeckokatolická církev žádala o přítomnost jejích kaplanů, to obvykle Němci nedovolili, a tak se divize stala spolu s bosenskou divizí jednou z mála výjimek.

Němci učinili dva politické ústupky. Přislíbili, že divize nebude nasazena proti západním spojencům a bude bojovat pouze proti bolševikům. Složení přísahy věrnosti Hitlerovi bylo dobrovolné.

## Pojmenování útvaru

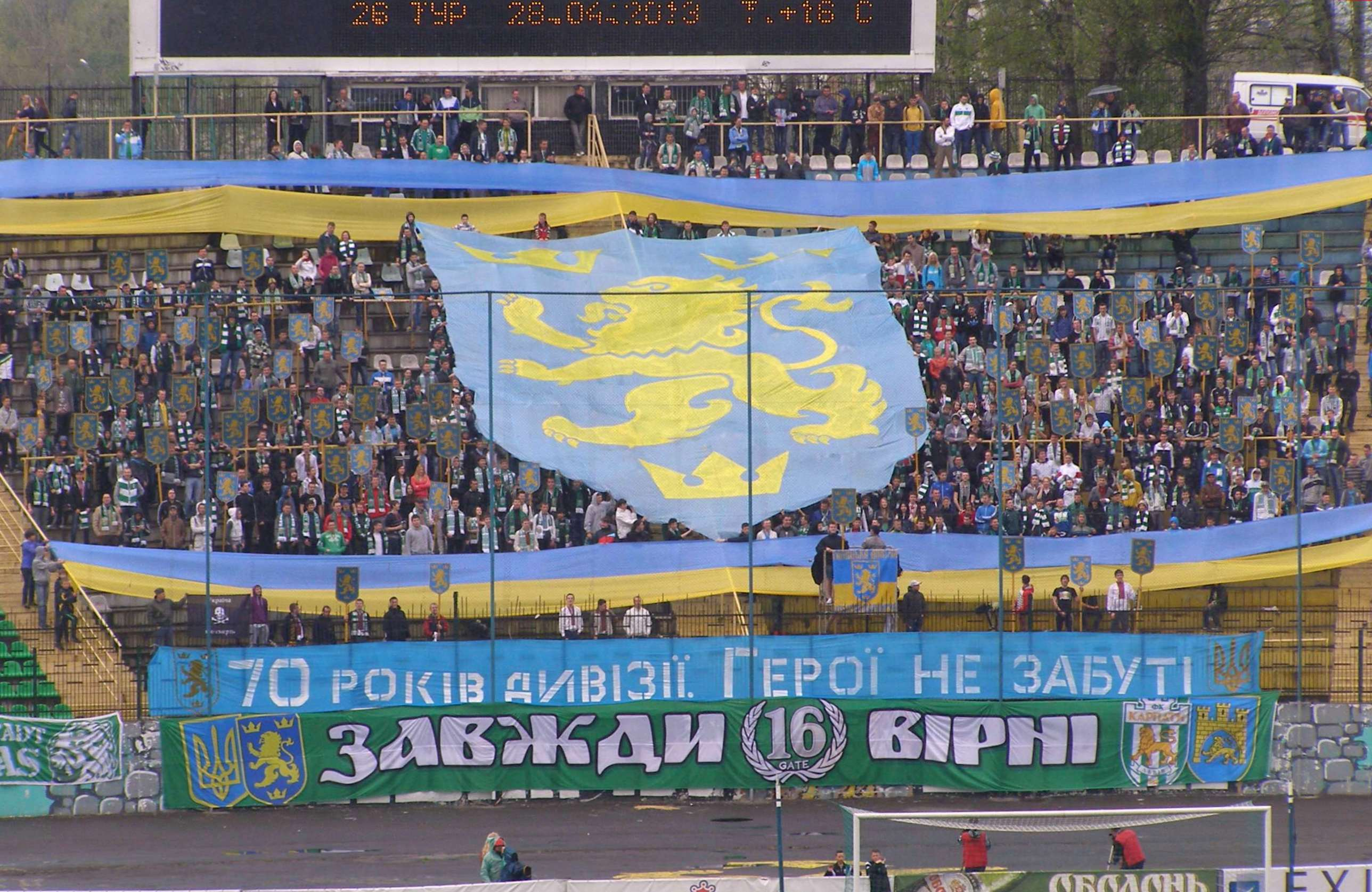
Příznivci fotbalového klubu FK Karpaty Lvov připomínají sedmdesáté výročí vzniku divize; Lvov, Ukrajina, 2013

SS-Schützendivision "Galizien" (květen 1943)
14. SS-Freiwilligen-Division "Galizien" (30. červenec – 22. říjen 1943)
14. Galizische SS-Freiwilligen-Division (22. říjen 1943 – 27. červenec 1944)
14. Waffen-Grenadier-Division der SS (galizische Nr.1) (27. červenec – 12. prosinec 1944)
14. Waffen-Grenadier-Division der SS (ukrainische Nr. 1) (12. prosinec 1944 – 25. duben 1945)
1. Ukrainische Division der Ukrainischen National-Armee (25. duben – 8. květen 1945)

### Bojová sestava
- Waffen-Grenadier-Regiment der SS 29 (galizisches Nr. 1)
- Waffen-Grenadier-Regiment der SS 30 (galizisches Nr. 2)
- Waffen-Grenadier-Regiment der SS 31 (galizisches Nr. 3)
- Waffen-Artillerie-Regiment der SS
  - Waffen-Füsilier-Bataillon
  - SS-Freiwilligen-Flak-Abteilung
  - Waffen-Nachrichten-Abteilung der SS
  - SS-Radfahr-Bataillon
  - Waffen-Pionier-Bataillon der SS
    - Waffen-Panzerjager-Kompanie

  - SS-Sanitäts-Abteilung
    - SS-Veterinär-Kompanie
- SS-Division-Nachschubtruppen
  - SS-Wirtschafts-Bataillon
    - SS-Versorgungs-Kompanie
      - SS-Feldpostamt
      - SS-Kriegsberichter-Zug
      - SS-Feldgendarmerie-Trupp

  - SS-Feldersatz-Bataillon[10]

## Válečné zločiny spáchané SS divizí Galizien

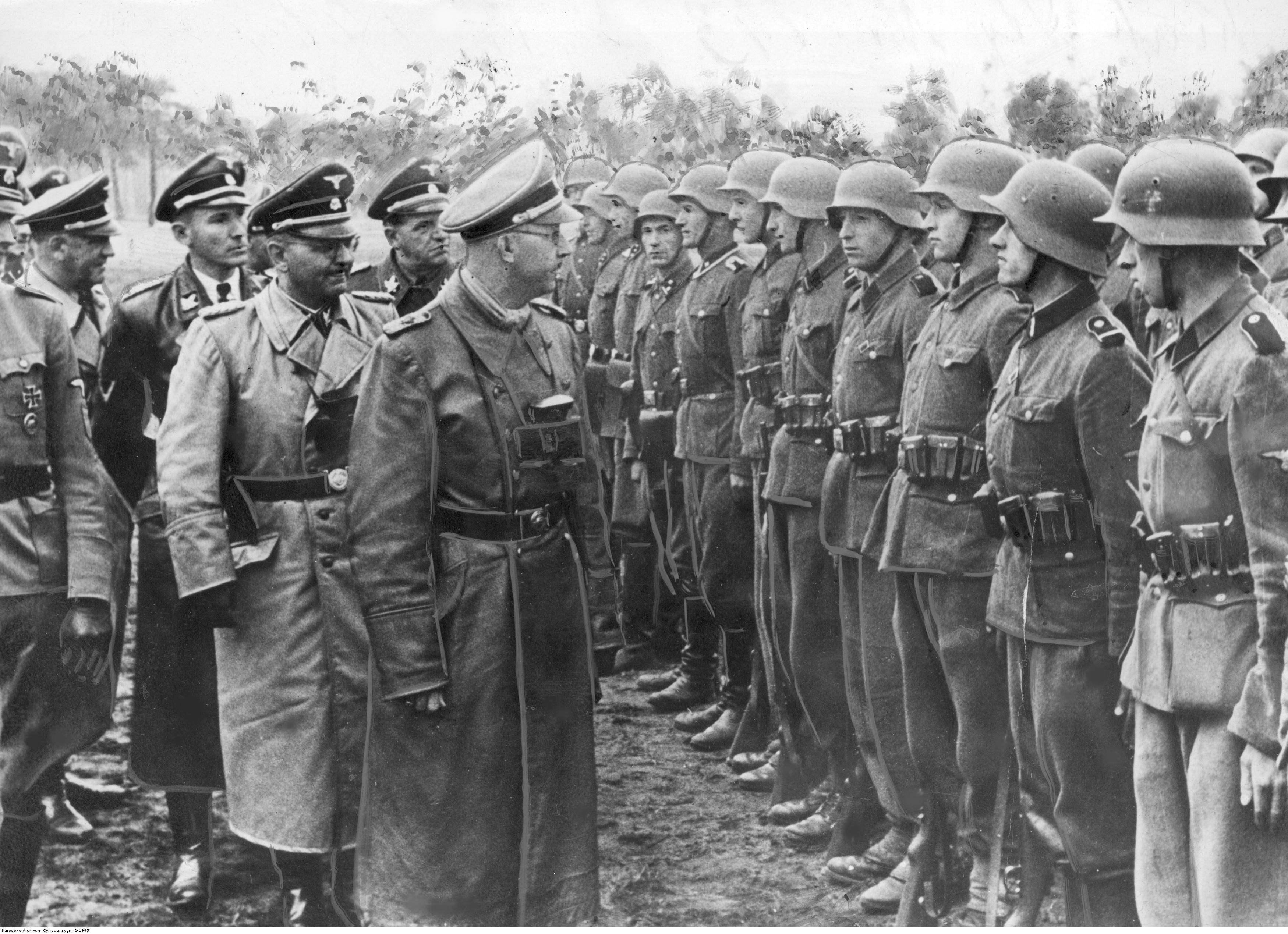
Říšský vůdce SS Heinrich Himmler s vojáky divize v květnu 1944. Otto Wächter v pozadí.

Podle amerického historika Timothyho Snydera divize zničila v první polovině roku 1944 několik polských komunit na západní Ukrajině, včetně vypálení obce Huta Pieniacka a povraždění jejích asi 500 obyvatel. Podle Snydera byla přesto účast divize na volyňském masakru etnických Poláků pouze omezená a většinu vražd spáchala Ukrajinská povstalecká armáda.
- 28. února 1944      vypálení a vyvraždění obce Huta Pieniacka (spolu s Němci a banderovci)
- 12. března 1944    masakr v klášteře a v přilehlé obci Podkamień (spolu s banderovci)
- 16. dubna 1944     masakr v obci Chodaczków Wielki
- 14. října 1944        vraždění vězňů v cikánském táboře v Belé
- 25. října 1944        popravy zajatců v Nižné Boci
- 28. října 1944        vypálení obce Smrečany
- 29. října 1944        vraždění a rabování v Mladoňově u Lazů pod Makytou
- 30. října 1944        vypálení obce Kvačany přímou dělostřeleckou palbou
- další vraždění a vypalování mají na svědomí i v Plešivé, Radošce, Staré Bystrici, či osadě Úsredie na Kysuci

pozn. 1: dnešní ukrajinská historiografie popírá účast esesáků z divize Galizien na masakrech v Polsku a je skutečností, že policejní jednotka, která spáchala tyto zločiny (4. haličský SS dobrovolnický pluk / 4. Galizisches SS-Freiwilligen Regiment) oficiálně nespadala pod její velení. Je ovšem také pravdou, že Ukrajinci z tohoto pluku se za příslušníky "Galičiny" považovali. A to z několika důvodů:
- při odvodu se hlásili na výzvu ukrajinských kolaborantských kruhů jmenovitě právě k této jednotce a že nakonec byli zařazeni "jen" k pomocným plukům, za to mohl např. předpis stanovující minimální výšku uchazeče o službu v SS (v r. 1943 na Ukrajině už to bylo jen 165 cm; dne 21. června 1943 bylo u odvodních komisí evidováno 7 139 dobrovolníků s výškou pod 165 cm)
- číslování pluku (stejně jako dalších: 5. až 8. Galizisches SS-Freiwilligen Regiment) navazovalo na 1., 2. a 3. pluk "Galičiny", což byl i Himmlerův záměr Ukrajincům ukázat, že dobrovolnický pluk, resp. pluky jsou „logickým pokračováním“ tří regimentů, které dělaly strukturu ukrajinské SS divize.
- vnější vzhled jejich uniforem byl totožný s uniformami "Galičiny" (uniformy SS s haličskými lvy na knoflících apod.)
- jejich přísaha byla stejná, jako přísahali esesáci z "Galičiny"
- o duchovní péči se starali kaplani řeckokatolické církve stejně jako v SS divizi
- rodiny dobrovolníků z haličských dobrovolnických pluků SS měly právo na sociální zabezpečení stejné, jaké bylo zaručené příslušníkům divize
ostatně Vojenská správa divize „Galičina“ na morálku a vojenský výcvik průběžně dohlížela
pozn. 2: za zločiny na Slovensku je už plně zodpovědná SS divize Galizien, která byla nasazena k likvidaci Slovenského národního povstání

## Odkaz

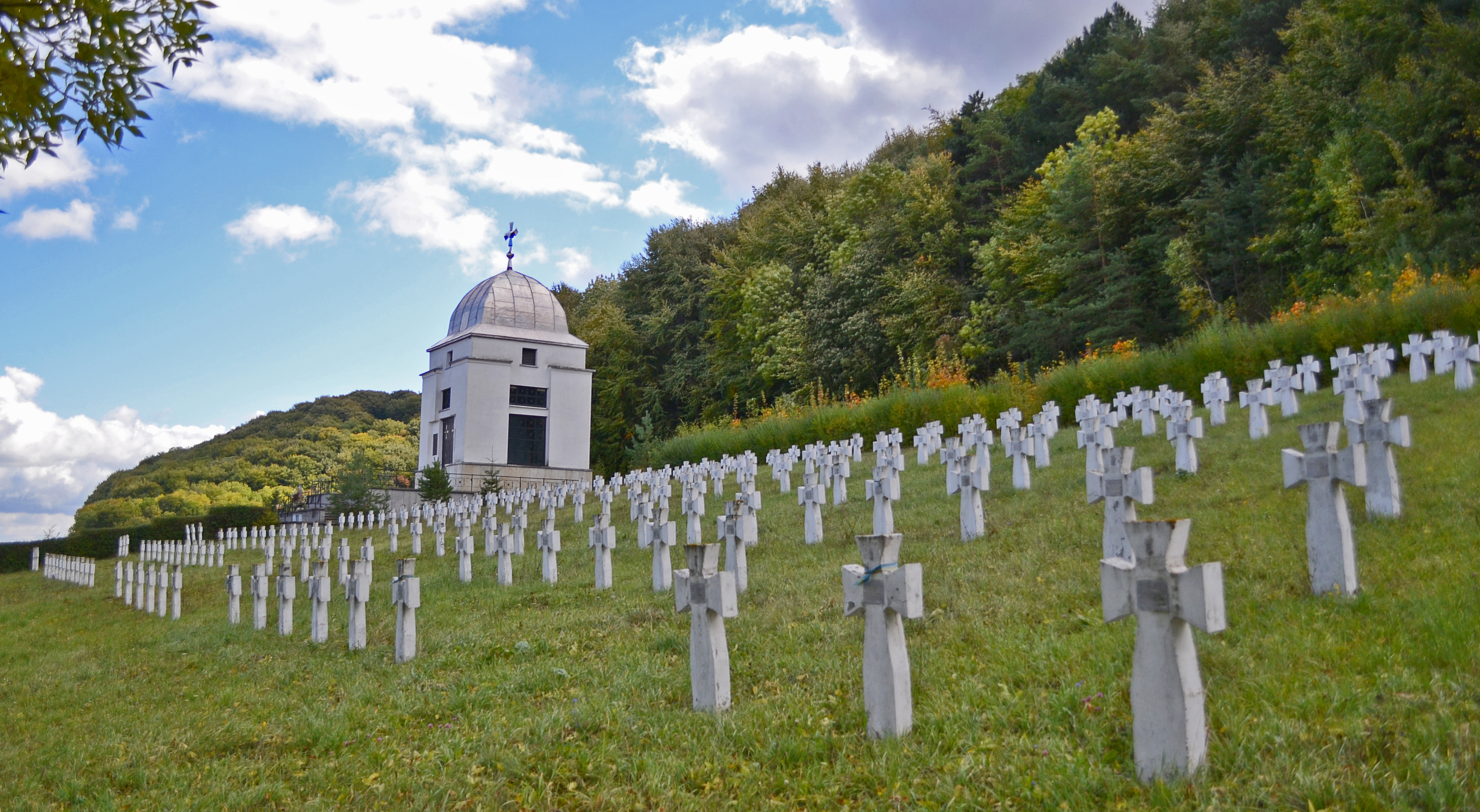
Hřbitov vojáků ukrajinské 14. granátnické divize SS ve Lvovské oblasti

Divize bývala oslavována zprvu jen ukrajinskými nacionalisty, v současnosti je oslavována nejvyššími státními oficialitami, kritika SS divize Galizien je na Ukrajině dnes trestná. [ve zdroji nenalezeno] Od roku 2010 se každoročně 28. dubna konal pochod na oslavu založení divize ve Lvově. V roce 2021 prošel pochod s požehnáním starosty Kyjeva Vitalije Klička i ulicemi hlavního města. Tento pochod byl odsouzen jmenovitě např. německým vyslanectvím v Kyjevě a izraelské ministerstvo zahraničí k akci zveřejnilo prohlášení: "Odsuzujeme pokračující glorifikaci nacistických kolaborantů a očekáváme, že ukrajinská vláda podobné jevy jednoznačně odsoudí a zabrání jejich opakování".
Kromě toho v Ivano-Frankivsku (ulice Ukrainskoi Dyvizii / вул. Української Дивізії) a v Ternopilách (ul. Vojáků divize "Galičina" / Воякив дивізії "Галичина") nesou ulice jméno podle této SS divize, či bylo za posledních třicet let na Ukrajině postaveno přes tři desítky památníků upomínajících ukrajinské esesáky z "Galičiny". K divizi se ideologicky hlásí (vojáci nosí její znak na rukávu) mimo jiné jednotka ukrajinské armády Karpatska Sič (49. samostatný střelecký prapor „Karpatska Sič“), Cholodnyj Jar (93. samostatná mechanizovaná brigáda "Cholodnyj Jar" ) a další do pravidelné armády kooptované dobrovolnické bataliony vzniklé z prostředí ukrajinské krajní pravice. Ukrajina se k odkazu esesáků z divize Galizien hlásí i oživováním památky jednotlivých jejích příslušníků, či jmen spjatých s její existencí: např. ulice (Hauptsturmführera) Averkije Gončarenko v Brovarech; přejmenování jedné z kyjevských ulic po (ideologovi vzniku divize) Volodymyrovi Kubijovičovi bylo v polovině r. 2023 zrušeno po vlně nevole ze strany židovských organizací a Izraele, přesto jeho jméno nesou ulice ve Lvově, Kolomyji a dalších. Obersturmfürer  Mykola Ugrin-Bezgrišnyj má svoji ulici (a dokonce i muzeum) v rodném Rogatinu. Přejmenovávání ve prospěch ukrajinských esesáků nicméně stále pokračuje - posledním takovým je nová ulice Petro Ďačenka, nositele německého Železného kříže v Nikopoli v březnu 2024 či Pervomajsku (červenec 2024), tentokrát už i navzdory námitkám předsedy Sjednoceného židovského výboru Ukrajiny Eduarda Dolinského, který připomínal jeho antisemitismus. Září 2024 - přejmenování ulice Mariinské v Oděse po organizátorovi divize Galizien Michailovi Omeljanovičovi-Pavlenkovi. 
V květnu 2025 nebylo celostátními médii na Ukrajině opomenuto 3o. výročí úmrtí "ukrajinské vojenské, politické, veřejné a kulturní osobnosti 20. století" - SS Sturmbannführera Evhena Pobiguščiho-Rena, velitele jednoho z pluků divize Galičina, mj. účastnícího se potlačení Slovenského národního povstání, či protipartyzánských bojů v Jugoslávii.
Veteráni SS divize "Galizien" kteří se na Ukrajině dožili změny režimu v r. 2014 se dočkali oficiálních poct a v případě úmrtí státního pohřbu s vojenskými poctami 
Dne 22. září 2023 byl za přítomnosti kanadského premiéra Justina Trudeaua a ukrajinského prezidenta Volodymyra Zelenského do kanadského parlamentu pozván ukrajinsko-kanadský veterán druhé světové války Yaroslav Hunka, který byl za potlesku přítomných v parlamentu představen jako bojovník za „nezávislost Ukrajiny proti Rusům“ a „ukrajinský a kanadský hrdina“. Následně vyšlo najevo, že Hunka byl členem 14. granátnické divize Waffen-SS. Pozvání Hunky odsoudily některé židovské organizace, premiér Trudeau se „za chybu“ omluvil a předseda dolní komory parlamentu Anthony Rota, na něhož se svalila vina za skandál, odstoupil. Naproti tomu na Ukrajině brzy poté obdržel Jaroslav Huňka od Tarnopolské oblastní rady ocenění "Za zásluhy ...".